# Oskar Brugnak
Oskar Brugnak (* 14. November 1875 in Prag; † 27. April 1928 in Kittsee) war ein österreichischer Bundesbahninspektor und Politiker (SDAP). Brugnak war von 1923 bis 1927 Abgeordneter zum Burgenländischen Landtag sowie zwischen 1925 und 1927 Landtagspräsident. Brugnak war verheiratet. 
Brugnak wurde als Sohn des Dagobert Brugnak in Prag geboren, war jedoch zuständig nach Lemberg (Gallizien). Er besuchte die Bürger- und Handelsschule und war danach als Buchhalter und Reisender tätig. 1909 trat er in den Dienst der Bundesbahnen und wurde Bundesbahnbeamter. Er übernahm als Stationsvorstand der Bahnhof Staatz in Niederösterreich, den er von 1915 bis 1921 führte. Ab 1921 war er als Bahnhofsvorstand in Parndorf eingesetzt. 
Politisch war Brugnak als Mitglied des Landesparteivorstandes der SDAP Burgenland aktiv und war zudem von 1925 bis 1928 Mitglied des Beirates der Burgenländischen Arbeiterkammer. Er wurde am 13. November 1923 als Abgeordneter zum Burgenländischen Landtag angelobt, dem er bis zum 13. Dezember 1927 angehörte. Brugnak verzichtete in der Folge auf sein Landtagsmandat. Zwischen dem 30. April 1925 und dem 20. Mai 1927 hatte Brugnak zudem die Funktion des Landtagspräsidenten inne, die er von Hans Morawitz übernommen hatte. 